# Xanthoparmelia tenuiloba
Xanthoparmelia tenuiloba är en lavart som beskrevs av Hale. Xanthoparmelia tenuiloba ingår i släktet Xanthoparmelia och familjen Parmeliaceae.   Inga underarter finns listade i Catalogue of Life.